# Ібрагім аль-Бішарі
Ібрагім Мухаммед аль-Бішарі (англ. Ibrahim Mohammed Bishari) (1942 — 1997) — лівійський політик та дипломат. Міністр закордонних справ Лівії з 1990 по 1992 рр., Надзвичайний і Повноважний Посол Лівії в Індонезії та в Єгипті.
У листопаді 1991 року відповів відмовою на прохання британського уряду видати двох лівійських терористів, яких звинувачують у загибелі літака кампанії Pan American World Airways над Локербі.
У 1993 році Ібрагім Бішарі заявив в інтерв'ю для єгипетського агентства МЕИА, що його країна готова виділити компенсацію родичам
пасажирів літаків, знищених під час терористичних акцій над Лакербі в Шотландії і Нігером. Бішарі сказав також, що Лівія зробила кроки назустріч висунутим ООН умовам, і висловив сподівання, що міжнародні санкції проти Триполі далі не будуть посилюватися.